# Alfred Chicken
Alfred Chicken — игра в жанре платформер, созданная Twilight и выпущенная Mindscape в Великобритании в 1993 году для Game Boy, Amiga, Amiga CD32 и Nintendo Entertainment System.
Продолжение игры — Super Alfred Chicken было выпущено для Super NES в феврале 1994 года (наряду с выпуском США игр Game Boy и NES). В 2000 вышел только в Европе римейк оригинальной игры Alfred’s Adventure для Game Boy Color.
Последняя игра была разработана для PlayStation в 2002 году King Monkey Games, под названием просто Alfred Chicken. Название игры является игрой слов над названием цыпленок Альфредо.

## Геймплей
Игрок играет роль цыпленка по имени Альфред, который должен пройти через причудливые уровни, наполненные воздушными шарами, телефонами и другими странными элементами. В то время как он находится на земле, Альфред может ходить, прыгать, и клевать воздушные шары и наземные выключатели. Пока он находится в воздухе, он может пикировать на врагов или пружины.
Чтобы завершить уровень, Альфред должен найти и клюнуть все воздушные шары. Последний воздушный шар приведет его к боссу.

## Оценки
| Иноязычные издания | Иноязычные издания       |
| Издание            | Оценка                   |
| ------------------ | ------------------------ |
| AllGame            | (NES)                    |
| EGM                | 6,6/10 (SNES) 5/10 (NES) |
| GamePro            | 4,25/5 (NES)             |
| Nintendo Power     | (NES)                    |
| Famicom Tsūshin    | 22/40 (GB)               |
| GB Action          | 92 %                     |
| Nintendo Game Zone | 74 % (SNES)              |